# Arruaba
Arruaba es una localidad despoblada española de la comarca del Alto Gállego, en la comunidad autónoma de Aragón. Pertenece al municipio de Sabiñánigo, en la provincia de Huesca.

## Geografía
Se sitúa en la Guarguera, en la vertiente norte del valle del río Guarga, y cerca del barranco de Ceresola y el Glerón.

## Historia
Forma parte de la comarca tradicional de Serrablo.

## Demografía

### Localidad
Datos demográficos de la localidad de Arruaba desde 1900:
| --                    | -- | 10 | -- | -- | -- | -- | -- | -- | -- | -- | -- | -- |
| (Fuente: IAEST e INE) |    |    |    |    |    |    |    |    |    |    |    |    |

- No figura en el Nomenclátor desde el año 1950.
- Datos referidos a la población de derecho.

### Antiguo municipio
Datos demográficos del municipio de Arruba desde 1842:
| 43            | -- | -- | -- | -- | -- | -- | -- |
| (Fuente: INE) |    |    |    |    |    |    |    |

- Entre el censo de 1857 y el anterior, este municipio desaparece porque se integra en el municipio de Ordovés y Alavés.
- Datos referidos a la población de derecho, excepto en los censos de 1857 y 1860 que se refieren a la población de hecho.

## Monumentos
Destaca la ermita o iglesia de Santiago (siglo XII).